# Idiocnemis adelbertensis
Idiocnemis adelbertensis – gatunek ważki z rodziny pióronogowatych (Platycnemididae).